# Stadion Sillamäe Kalev
Stadion Sillamäe Kalev (est. Sillamäe Kalevi staadion) – wielofunkcyjny stadion znajdujący się w mieście Sillamäe w Estonii. Na tym stadionie swoje mecze rozgrywa drużyna piłkarska JK Sillamäe Kalev. Stadion może pomieścić 2000 widzów.